# Aire d'attraction d'Évron
L'aire d'attraction d'Évron est un zonage d'étude défini par l'Insee pour caractériser l’influence de la commune d'Évron sur les communes environnantes. Publiée en octobre 2020, elle se substitue à l'aire urbaine d'Évron, qui comportait 8 communes dans le dernier zonage qui remontait à 2010.

## Type et composition
L'aire d'attraction d'une ville est composée d’un pôle, défini à partir de critères de population et d’emploi ainsi que d’une couronne constituée des communes dont au moins 15 % des actifs travaillent dans le pôle. Le pôle d’attraction constitue ainsi un point de convergence des déplacements domicile-travail,.
L'aire d'attraction d'Évron est une aire inter-départementale qui comporte 19 communes : 18 situées dans la Mayenne et 1 dans la Sarthe (Rouessé-Vassé).
À la suite de la création de la commune nouvelle de Vimartin-sur-Orthe au 1er janvier 2021, la commune déléguée de Vimarcé n'est plus rattachée à l'aire d'attraction d'Évron. Cette dernière ne compte plus que 18 communes, 17 dans la Mayenne et 1 dans la Sarthe.

### Carte

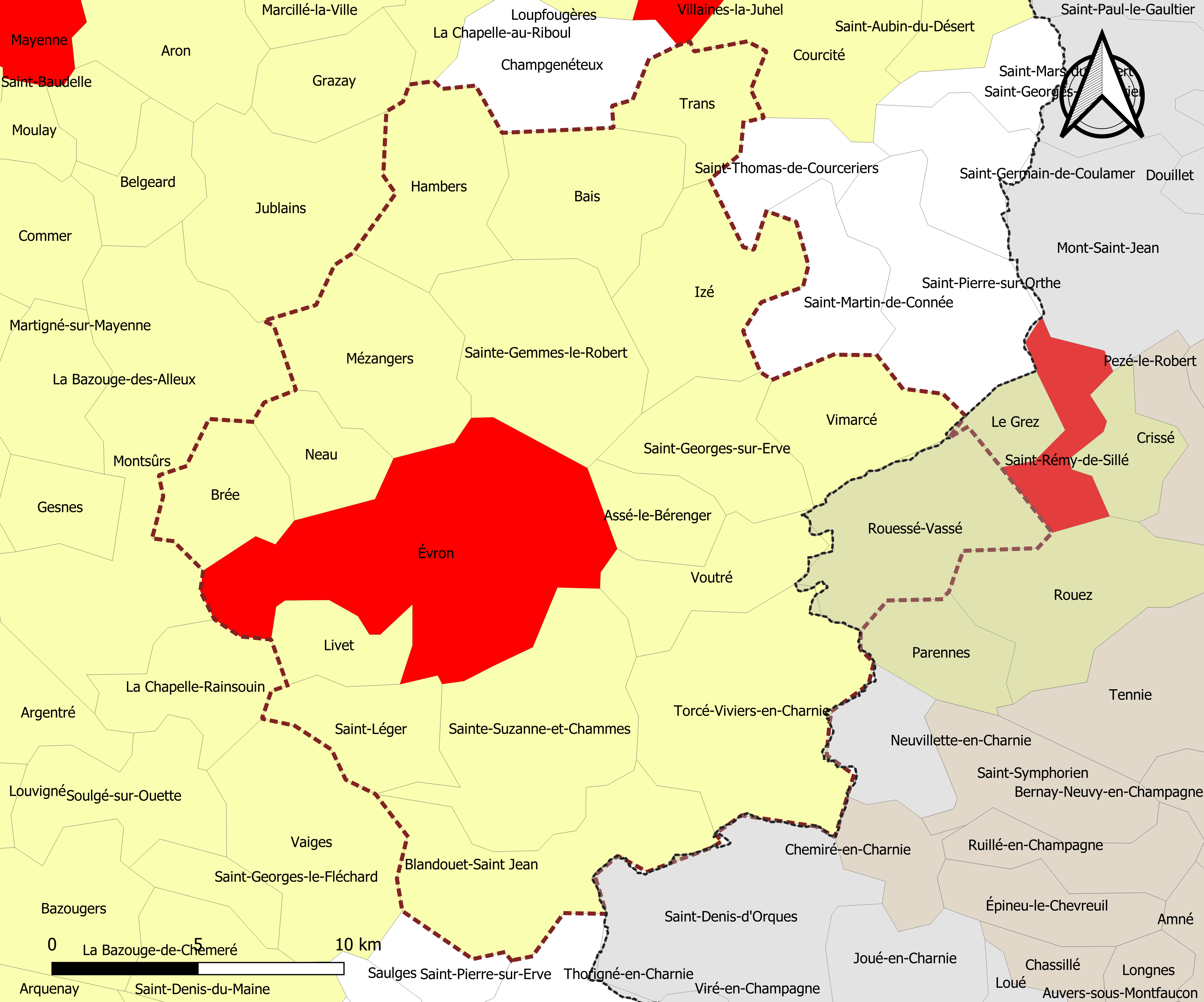
Carte de l'aire d'attraction d'Évron.
Commune-centre
Commune de la couronne

### Composition communale
| Nom                       | Code Insee | Département | Statut                 | Superficie (km2) | Population (dernière pop. légale) | Densité (hab./km2) | Modifier                                    |
| ------------------------- | ---------- | ----------- | ---------------------- | ---------------- | --------------------------------- | ------------------ | ------------------------------------------- |
| Évron (commune-centre)    | 53097      | Mayenne     | commune-centre         | 68,24            | 8 380 (2022)                      | 123                | modifier les données · modifier les données |
| Assé-le-Bérenger          | 53010      | Mayenne     | commune de la couronne | 11,68            | 419 (2022)                        | 36                 | modifier les données · modifier les données |
| Bais                      | 53016      | Mayenne     | commune de la couronne | 26,23            | 1 220 (2022)                      | 47                 | modifier les données · modifier les données |
| Blandouet-Saint Jean      | 53228      | Mayenne     | commune de la couronne | 36,72            | 556 (2022)                        | 15                 | modifier les données · modifier les données |
| Brée                      | 53043      | Mayenne     | commune de la couronne | 16,41            | 584 (2022)                        | 36                 | modifier les données · modifier les données |
| Hambers                   | 53113      | Mayenne     | commune de la couronne | 25,93            | 625 (2022)                        | 24                 | modifier les données · modifier les données |
| Izé                       | 53120      | Mayenne     | commune de la couronne | 28,15            | 458 (2022)                        | 16                 | modifier les données · modifier les données |
| Livet                     | 53134      | Mayenne     | commune de la couronne | 11,16            | 187 (2022)                        | 17                 | modifier les données · modifier les données |
| Mézangers                 | 53153      | Mayenne     | commune de la couronne | 29,34            | 625 (2022)                        | 21                 | modifier les données · modifier les données |
| Neau                      | 53163      | Mayenne     | commune de la couronne | 12,65            | 757 (2022)                        | 60                 | modifier les données · modifier les données |
| Sainte-Gemmes-le-Robert   | 53218      | Mayenne     | commune de la couronne | 35,62            | 770 (2022)                        | 22                 | modifier les données · modifier les données |
| Saint-Georges-sur-Erve    | 53221      | Mayenne     | commune de la couronne | 20,17            | 394 (2022)                        | 20                 | modifier les données · modifier les données |
| Saint-Léger               | 53232      | Mayenne     | commune de la couronne | 17,22            | 323 (2022)                        | 19                 | modifier les données · modifier les données |
| Sainte-Suzanne-et-Chammes | 53255      | Mayenne     | commune de la couronne | 44,20            | 1 197 (2022)                      | 27                 | modifier les données · modifier les données |
| Torcé-Viviers-en-Charnie  | 53265      | Mayenne     | commune de la couronne | 48,77            | 770 (2022)                        | 16                 | modifier les données · modifier les données |
| Trans                     | 53266      | Mayenne     | commune de la couronne | 15,43            | 227 (2022)                        | 15                 | modifier les données · modifier les données |
| Voutré                    | 53276      | Mayenne     | commune de la couronne | 18,57            | 905 (2022)                        | 49                 | modifier les données · modifier les données |
| Rouessé-Vassé             | 72255      | Sarthe      | commune de la couronne | 31,49            | 791 (2022)                        | 25                 | modifier les données · modifier les données |

## Caractéristiques
L'aire d'attraction d'Évron est catégorisée dans les aires de moins de 50 000 habitants, une catégorie qui regroupe 12,2 % au niveau national.